# Боско-Кьезануова
Боско-Кьезануова (итал. Bosco Chiesanuova) — коммуна в Италии, располагается в провинции Верона области Венеция.
Население составляет 3162 человека, плотность населения составляет 49 чел./км². Занимает площадь 64,66 км². Почтовый индекс — 37021. Телефонный код — 045.
Покровителем коммуны почитается святой Виталий. Праздник ежегодно празднуется 29 января.

## Известные уроженцы, жители
Мария Джузеппа Скандола (1849-1903) — итальянская участница организации «Сёстры-миссионерки Вероны».